# David R. Kingsley
David Richard Kingsley (27. června 1918 Portland, Oregon – 23. června 1944 Suchozem, Bulharsko) byl americký voják, během druhé světové války důstojník United States Army Air Forces. Za své zásluhy posmrtně získal Medaili cti.

## Biografie
Kingsley byl před válkou hasičem a k letectvu se přidal v dubnu roku 1942. Poručík Kingsley působil jako bombometčík na letounu B-17 z 97. bombardovací skupiny. Dne 23. června 1944 byl jeho letoun během náletu na rumunskou Ploješť vážně poškozen a posádka ho musela nouzově opustit. Při výsadku z B-17 přenechal Kingsley svůj padák seržantu Michaelu Sullivanovi, jehož padák byl zničen. Při dopadu letadla na zem Kingsley zemřel, zabita byla i sedmičlenná rodina.
Za svůj hrdinský čin byl 9. dubna 1945 vyznamenán Medailí cti. Od generálmajora Ralpha P. Cousinse ji převzal jeho bratr Thomas E. Kingsley. David R. Kingsley byl pohřben na Arlingtonském národním hřbitově ve Virginii.

## Posmrtný odkaz
Po Kingsleyho smrti bylo letiště v Klamath Falls přejmenováno na Kingsleyho letiště. Byla po něm také pojmenována ulice u Lincolnovy letecké základny, kam byla později přidělena 97. bombardovací skupina.
V bulharské Suchozemi byl v roce 2004 u místa dopadu postaven Kingsleymu a civilním obětem pádu letadla pomník. Odhalen byl 23. října 2004 za účasti Kingsleyho sestry Phyllis Kingsley Rolison i přátel zabité rodiny. Pomník byl postaven s použitím částí havarovaného letadla.
V prosinci 2019 převezlo 173. stíhací křídlo z Kingsley Field Air National Guard Base na Edwards Air Force Base letoun F-15C, aby byl na něm pro uctění Kingsleyho památky proveden speciální pamětní nátěr.